# Mimi Rogers
Miriam "Mimi" Rogers, född Spickler den 27 januari 1956 i Coral Gables, Florida, är en amerikansk skådespelare.
Rogers var gift med James Rogers 1976–1980 och med Tom Cruise 1987–1990. Hon värvade Tom Cruise till Scientologikyrkan. Hon lever med Chris Ciaffa (född 1963), som hon träffade 1990 och med vilken hon har två barn. Paret gifte sig 2003.
Rogers är även intresserad av poker och är en av nätpokersajten Hollywood Pokers kändisspelare.

## Filmografi (urval)
- 1984 – Modedockorna (TV-serie)
- 1987 – I skuggan av ett brott
- 1991 – Wedlock
- 1991 – The Rapture
- 1992 – Het sand
- 1992 – Dark Horse
- 1994 – Jakten på Dodger
- 1996 – Kärlekens båda ansikten
- 1997 – Austin Powers: Hemlig internationell agent
- 1998–1999 – Arkiv X (TV-serie) (sju avsnitt som agent Diana Fowley)
- 1998 – Lost in Space
- 1999 – The Devil's Arithmetic (TV-film, även exekutiv producent)
- 2000 – Ginger Snaps
- 2000–2001 – The Geena Davis Show (TV-serie)
- 2004 – Door in the Floor
- 2005 – Dancing in Twilight
- 2006 – Penny Dreadful
- 2010 – Abandoned
- 2010 – Unstoppable (producent)
- 2012 – For a Good Time, Call...
- 2012 – Hope Springs
- 2012 – Scruples
- 2015 – The Wedding Ringer
- 2015 – Captive
- 2018 – What Still Remains  (TV-film)
- 2014–2021 – Bosch (TV-serie)